# Corey Schueneman
Corey Schueneman, född 2 september 1995, är en amerikansk professionell ishockeyback som är kontrakterad till Montreal Canadiens i National Hockey League (NHL) och spelar för Rocket de Laval i American Hockey League (AHL).
Han har tidigare spelat för Stockton Heat i AHL; Kansas City Mavericks i ECHL; Western Michigan Broncos i National Collegiate Athletic Association (NCAA); Muskegon Lumberjacks och Des Moines Buccaneers i United States Hockey League (USHL) samt Michigan Warriors i North American Hockey League (NAHL).
Schueneman blev aldrig NHL-draftad.

## Statistik
| 2009–2010   | Little Caesars AAA U14   | T1EHL       | 31  | 8  | 17 | 25 | 14 | —  | — | — | —  | — |
| 2010–2011   | Little Caesars AAA U16   | T1EHL       | 35  | 10 | 24 | 34 | 6  | —  | — | — | —  | — |
| 2011–2012   | Little Caesars AAA U18   | HPHL        | 26  | 1  | 13 | 14 | 14 | —  | — | — | —  | — |
|             | Muskegon Lumberjacks     | USHL        | 1   | 0  | 0  | 0  | 0  | —  | — | — | —  | — |
| 2012–2013   | Michigan Warriors        | NAHL        | 35  | 5  | 9  | 14 | 24 | —  | — | — | —  | — |
|             | Muskegon Lumberjacks     | USHL        | 1   | 0  | 0  | 0  | 0  | —  | — | — | —  | — |
|             | Des Moines Buccaneers    | USHL        | 25  | 3  | 9  | 12 | 12 | —  | — | — | —  | — |
| 2013–2014   | Des Moines Buccaneers    | USHL        | 60  | 3  | 19 | 22 | 26 | —  | — | — | —  | — |
| 2014–2015   | Des Moines Buccaneers    | USHL        | 45  | 14 | 25 | 39 | 12 | —  | — | — | —  | — |
|             | Muskegon Lumberjacks     | USHL        | 13  | 2  | 5  | 7  | 4  | 12 | 4 | 8 | 12 | 8 |
| 2015–2016   | Western Michigan Broncos | NCAA        | 35  | 1  | 12 | 13 | 12 | —  | — | — | —  | — |
| 2016–2017   | Western Michigan Broncos | NCAA        | 38  | 5  | 17 | 22 | 25 | —  | — | — | —  | — |
| 2017–2018   | Western Michigan Broncos | NCAA        | 34  | 5  | 21 | 26 | 18 | —  | — | — | —  | — |
| 2018–2019   | Western Michigan Broncos | NCAA        | 37  | 3  | 18 | 21 | 8  | —  | — | — | —  | — |
|             | Stockton Heat            | AHL         | 6   | 1  | 0  | 1  | 2  | —  | — | — | —  | — |
| 2019–2020   | Stockton Heat            | AHL         | 44  | 3  | 18 | 21 | 29 | —  | — | — | —  | — |
|             | Kansas City Mavericks    | ECHL        | 4   | 2  | 1  | 3  | 0  | —  | — | — | —  | — |
| 2020–2021   | Rocket de Laval          | AHL         | 36  | 3  | 9  | 12 | 6  | —  | — | — | —  | — |
| 2021–2022   | Montreal Canadiens       | NHL         | 24  | 2  | 4  | 6  | 8  | —  | — | — | —  | — |
|             | Rocket de Laval          | AHL         | 32  | 4  | 7  | 11 | 12 | 15 | 1 | 3 | 4  | 6 |
| 2022–2023   | Montreal Canadiens       | NHL         | 7   | 0  | 1  | 1  | 0  | —  | — | — | —  | — |
|             | Rocket de Laval          | AHL         | 62  | 6  | 17 | 23 | 24 | 2  | 0 | 0 | 0  | 0 |
| NHL totalt  | NHL totalt               | NHL totalt  | 31  | 2  | 5  | 7  | 8  | —  | — | — | —  | — |
| AHL totalt  | AHL totalt               | AHL totalt  | 180 | 17 | 51 | 68 | 73 | 17 | 1 | 3 | 4  | 6 |
| NCAA totalt | NCAA totalt              | NCAA totalt | 144 | 14 | 68 | 82 | 63 | —  | — | — | —  | — |
| USHL totalt | USHL totalt              | USHL totalt | 145 | 22 | 58 | 80 | 54 | 12 | 4 | 8 | 12 | 8 |